# Internationale Zeitschrift für Militärgeschichte
Die Internationale Zeitschrift für Militärgeschichte (französisch Revue Internationale d’Histoire Militaire und englisch International Review of Military History) ist eine im Auftrag der Internationalen Kommission für Militärgeschichte  (ICMH) herausgegebene wissenschaftliche Zeitschrift.
Die erste Ausgabe erschien 1939 in Paris. Die militärhistorischen Beiträge werden in verschiedenen Sprachen zu allgemeinen (u. a. Heeresergänzung und Luftkrieg) und regionalen Themen veröffentlicht. Die Autorenschaft ist international aufgestellt. Der verantwortliche Redakteur ist derzeit Didier Billion.